# Zemships
Zemships (Zero Emission Ships, корабли с нулевой эмиссией) — проект строительства кораблей с силовой установкой на водородных топливных элементах.
Проект финансируется Европейской Комиссией.
Разработан пассажирский корабль длиной 25,56 метров и 5,2 метров шириной. Корабль может перевозить 100 пассажиров. Силовая установка судна состоит из электродвигателя мощностью 100 кВт., двух водородных топливных элементов компании Proton Power Systems plc (PPS) мощностью по 50 кВт. и аккумуляторных батарей. Во время стоянки судна, когда потребляется мало энергии, излишек электроэнергии будет запасаться в аккумуляторах. Во время маневрирования или набора скорости аккумуляторы будут отдавать энергию.
Баки для хранения водорода на борту судна вмещают 50 кг водорода под давлением 350 бар. Этого будет достаточно для трёх дней работы.
4 декабря 2007 года началось строительство судна.
Эксплуатация судна началась 29 августа 2008 года на реке Альстер в Германии. Владелец судна — туристическая компания ATG Alster-Touristik GmbH.
Компания Linde AG построила водородную заправочную станцию и будет поставлять для неё водород. Также в проекте принимают участие правительство города Гамбург, Транспортное агентство Гамбурга, научные институты Германии и Чехии.
Proton Power Systems plc (AIM:PPS), a leading designer, developer and producer of fuel cells and fuel cell electric hybrid systems, is pleased to announce that its wholly owned subsidiary, Proton Motor Fuel Cell GmbH («the Company»), has been awarded a service contract from the Hamburg-based tourist ferry operator ATG Alster-Touristik GmbH («ATG»), which operates within its fleet the world’s first Hydrogen powered ferry boat, the 'Alsterwasser'. The 'Alsterwasser', which is capable of carrying more than 100 passengers, has been operating on a daily basis since the beginning of the 2011 summer season without any technical problems. ATG has now signed a regular service contract for the Hydrogen Fuel Cell system with the Company.